# Archibasílica de San Juan de Letrán
La catedral archibasílica papal del Santísimo Salvador del Mundo y de los Santos Juan Bautista y Juan Evangelista en Letrán, más conocida como archibasílica de San Juan de Letrán, es la catedral de la diócesis de Roma, Italia, donde se encuentra la sede episcopal del obispo de Roma (el papa). Está dedicada a Cristo Salvador, sin embargo es más conocida con el nombre de San Juan, por estar dedicada a los dos santos principales que llevan este nombre.
Junto al palacio anexo y algunos otros edificios cercanos, goza del estatus de extraterritorialidad dentro del Estado italiano, por lo que es propiedad de la Santa Sede. La basílica es una de las iglesias que se deben visitar en el peregrinaje de las siete iglesias de Roma para alcanzar la indulgencia plenaria en Año Santo.
En 1980 fue incluida en la lista del Patrimonio de la Humanidad en Europa por la Unesco, con el número de identificación 91-002. Desde el mismo año, además, se puede acceder a través de la estación del metro de Roma San Giovanni.

## Descripción

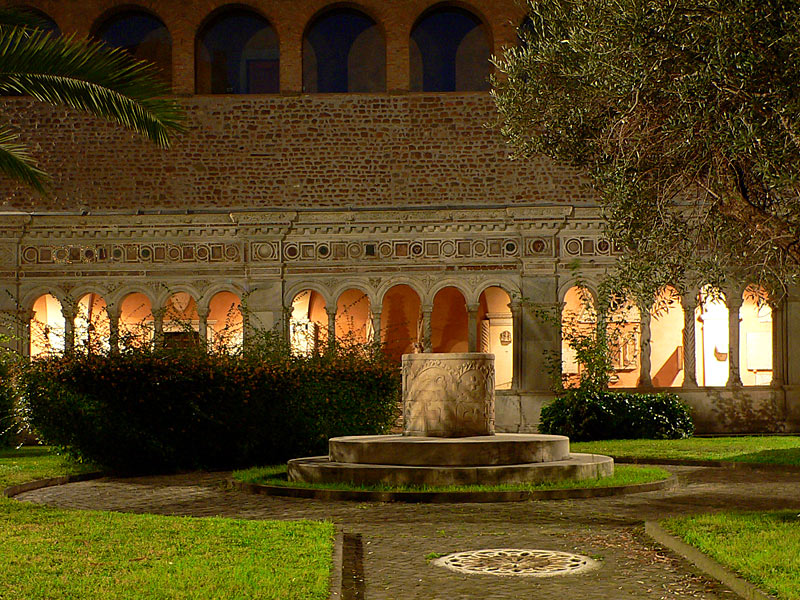
Claustro

El nombre oficial es Archibasilica Sanctissimi Salvatoris, es la más antigua y la de rango más alto entre las cuatro basílicas mayores o papales de Roma, y tiene el título honorífico de «Omnium urbis et orbis ecclesiarum mater et caput» (madre y cabeza de todas las iglesias de la ciudad de Roma y de toda la tierra), por ser la sede episcopal del primado de todos los obispos, el papa. Fue consagrada por el papa San Silvestre en el año 324.
Las otras tres basílicas mayores, todas caracterizadas por tener una puerta santa y un altar papal, son:
- La Basílica de San Pedro del Vaticano
- La Basílica de San Pablo Extramuros
- La Basílica de Santa María la Mayor

La Archibasílica surge en el siglo III en tierras de los Lateranos, noble familia romana caída en desgracia bajo Nerón, cuya propiedad pasó por tanto al dominio imperial. El palacio pasó a manos de Constantino I cuando se casó con su segunda mujer, Fausta, hermana de Majencio, y era conocido con el nombre de Domus Faustae. Por tanto, Constantino era su propietario cuando ganó la batalla del Puente Milvio (contra Majencio), en el 312.
La tradición cristiana indica que los terrenos y la residencia de los Lateranos fueron donados al obispo de Roma (la fecha de la donación no es segura pero debería ser durante el pontificado del papa Melquíades), en señal de gratitud del emperador a Cristo, que apareciéndosele durante el sueño, le había hecho vencer en la batalla del Puente Milvio.
El baptisterio de esta basílica es un edificio independiente de planta octogonal, y tiene la forma típica de los baptisterios de los primeros siglos, cuando el bautismo se hacía por inmersión. Por tanto, cuenta con una piscina en la cual el neófito se sumergía para salir por el lado opuesto.
Anexo a la archibasílica hay un claustro con jardines y arquerías, y un palacio (el Palacio de Letrán), propiedad del papa. Antiguamente, todo este complejo lateranense fue la sede del gobierno eclesiástico, hasta el tiempo en que la corte pontificia se mudó a Aviñón (Francia), periodo conocido como Cautiverio de Aviñón. Al regresar los papas a Roma, se establecieron en la colina vaticana, donde actualmente está la Santa Sede.
Cerca de esta basílica está el edificio que alberga la Escalera Santa, cuyos escalones, traídos de Tierra Santa, son según la tradición los mismos que subió Cristo en el palacio de Poncio Pilato. No se permite subirlos de pie. Los devotos los suben de rodillas.
La actual basílica es de estilo barroco, fruto de una radical transformación de Francesco Borromini en el siglo XVII; de época anterior se conservan los magníficos mosaicos del ábside, el ciborio gótico y el pavimento de estilo cosmatesco. En lo alto de la fachada se encuentran estatuas de Cristo, los santos Juanes (el Evangelista y el Bautista) y los Apóstoles. La fachada fue reformada en el siglo XVIII, siguiendo el estilo de la de San Pedro, por el arquitecto Alessandro Galilei.
Posiblemente el elemento mueble más singular del templo es la milenaria puerta de bronce, de dos hojas o batientes, que cierra el acceso principal: es de los tiempos del Imperio romano, y procede de la Curia Julia, sede del Senado de aquella época, de donde se trajo en 1660. Ya en el interior, destacan las monumentales estatuas de los doce apóstoles de la nave central. Bajo el altar mayor está enterrado el papa Martín V, bajo cuyo pontificado se abrió por primera vez la Puerta Santa en esta basílica. El ara de este altar es una losa que, según la tradición, es la misma que usaban san Pedro y los primeros papas al celebrar la misa. Sobre el altar hay un baldaquino con un relicario en el que se conservan las cabezas de san Pedro y san Pablo. En el fondo del ábside está la cátedra, el trono episcopal del obispo de Roma, hecho de mármol y mosaicos.
El papa suele celebrar ciertas ceremonias litúrgicas en este lugar (por ejemplo, la misa de la Cena del Jueves Santo, y la misa de la fiesta del Corpus Christi; esta última tiene lugar en el atrio, a partir del cual parte la procesión eucarística).
El canónigo de honor de la Archibasílica de San Juan de Letrán es el presidente de la República Francesa, según una tradición que se remonta al siglo XVII, cuando el jefe del Estado era un rey. El presidente Emmanuel Macron tomó posesión del cargo en una ceremonia el martes 26 de junio de 2018, a las 14:30 horas.
En el calendario católico, el día 9 de noviembre se celebra la fiesta de la dedicación de esta basílica mayor.
El actual maestro de capilla es monseñor Marco Frisina.

## Papas sepultados en San Juan de Letrán
- Juan IX
- Agapito II
- Juan XII
- Silvestre III
- Juan XVII
- Sergio IV
- Alejandro II
- Pascual II
- Calixto II
- Honorio II
- Celestino II
- Lucio II
- Eugenio III
- Anastasio IV
- Alejandro III
- Clemente III
- Celestino III
- Inocencio III
- Inocencio V
- Martín V
- Clemente XII
- León XIII